# マーズ・クライメイト・オービター

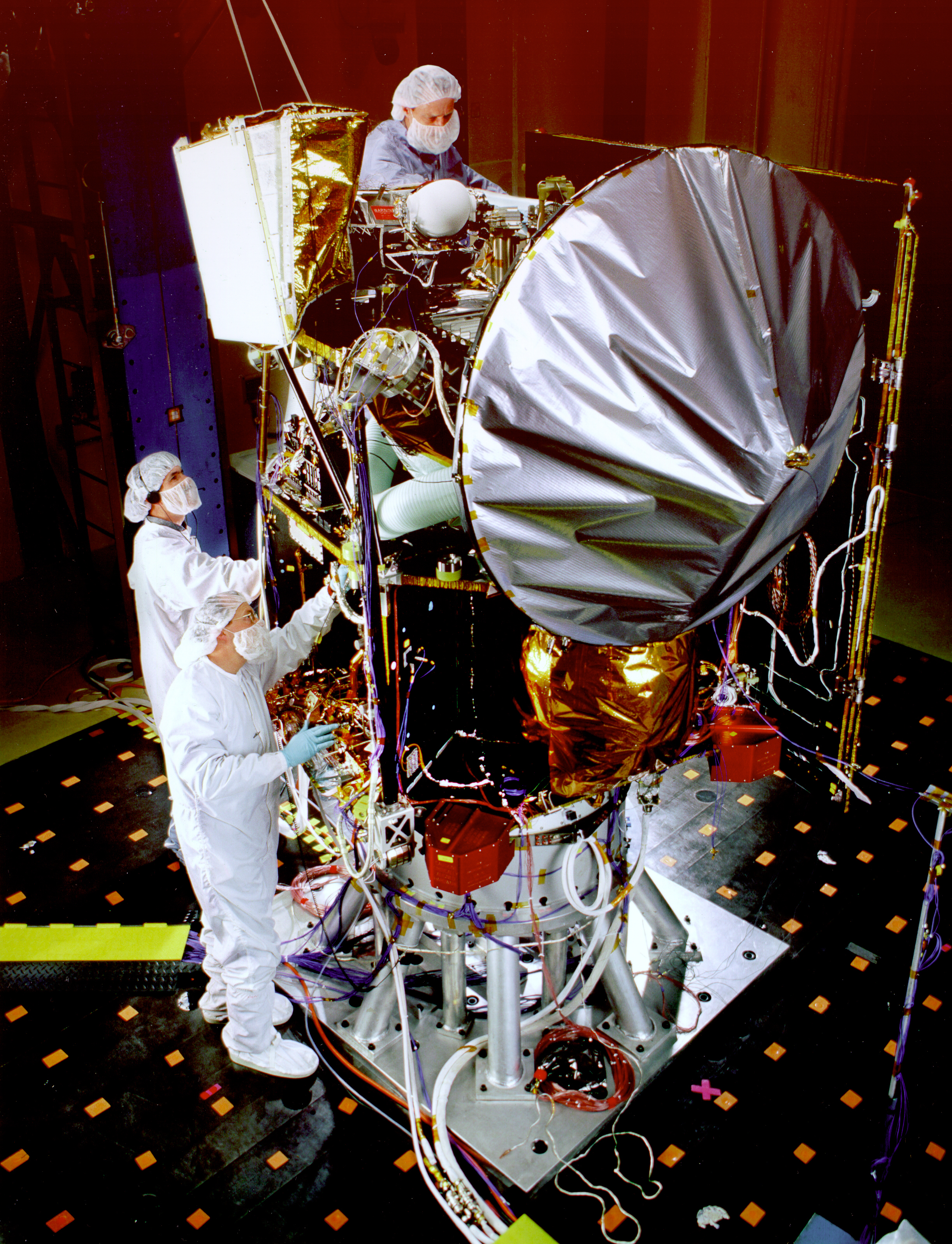
試験中のマーズ・クライメイト・オービター

マーズ・クライメイト・オービター（Mars Climate Orbiter）は、マーズ・ポーラー・ランダーと共にマーズ・サーベイヤー'98で開発された2つの火星探査機のひとつである。マーズ・サーベイヤー'98オービターより改称された。
これらの2つの探査機は、火星の、気象、気候と、大気中の水と二酸化炭素の量を観測することにより、火星の揮発性物質（en:volatile）の蓄積、振舞い、大気内での役割を調べ、長期的で間欠的な気候の変化の痕跡について調査するはずだった。
しかし、マーズ・クライメイト・オービターは、航行上のミスにより、予定されていた火星の上空140-150 kmの軌道ではなく、高度57kmの軌道に乗ってしまったために、探査機は、低高度での大気による抵抗と圧力により搭載機材が故障し、通信不可能になった。調査委員会によるとこの原因は、地上局でのとある計算がポンド重・秒（ヤード・ポンド法）の単位で行われていたが、それをニュートン・秒（メートル法）による単位を予期していた探査機の航行担当のチームに単位変換をせずに報告したためである。探査機は、2つの単位システムの間を変換するようにはできていなかった。

## ミッションの概要
マーズ・クライメイト・オービターはデルタ7425ロケットにより、フロリダ州ケープカナベラル空軍基地の第17コンプレックスのAパッドより、1998年12月11日の18:45:51（UT）（13:45:51 アメリカ東部標準時）に打ち上げられた。最初に地球軌道を航行した後、デルタIIロケットの第3ステージエンジンが、探査機を火星への惑星間軌道に乗せた。打ち上げの15日後、ヒドラジン・スラスターにより最大規模の軌道接続操縦（Trajectory Connection Maneuver; TCM）をした。この後、火星への航行中に、1999年の3月4日、6月25日、9月15日にもヒドラジン・スラスターによるTCMが行われた。
探査機は1999年9月23日の09:01 UST（5:01 EST）に火星に到達し、軌道進入のために16分13秒の間、主エンジンを燃焼させた。その後、探査機は、09:06 UT ERT（Earth Received Time、地球で受信された時のUST時間。電波信号は火星から地球に到達するのに10分55秒かかる。）に火星の裏側に隠れ、主エンジンの燃焼が終わって10分後の、09:27 UT ERTに再び姿を現し、地球との電波交信を再開するはずだった。しかし、探査機との交信が再開することはなく、探査機からの信号は完全に途絶えてしまった。調査委員会の報告によるとこの失敗の原因は、探査機のあるデータがメートル法で報告されるはずが、ヤード・ポンド法によって報告されていたという、航行上のミスによるものと判明した。これにより、探査機は、軌道進入の際に、予定されていた火星の140-150 km上空の軌道ではなく、57 km上空の軌道に進入した。探査機は大気の圧力と抵抗により完全に破壊されたか、あるいは火星から飛び出て、太陽を周回しながら宇宙空間を漂っているかのどちらかであろうと調査委員会では推測している。

## 事故の原因
この節に書かれている事は、あくまでも説の一つであることを留意されたい

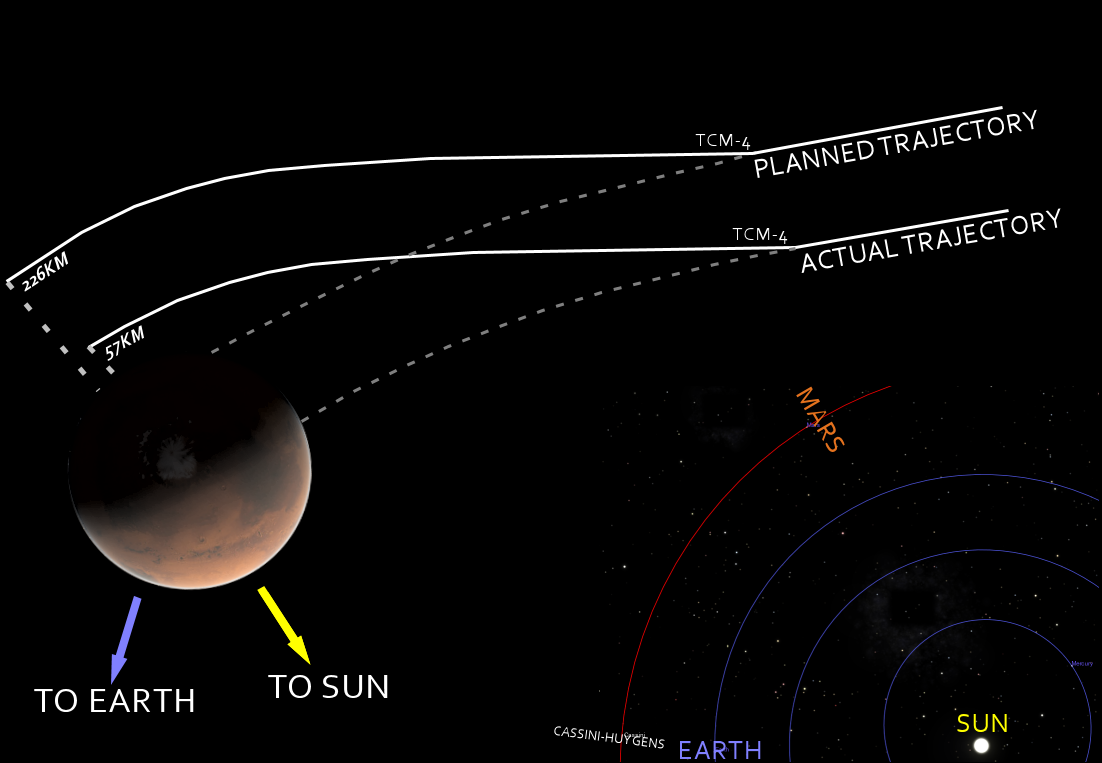
予定軌道（上）と実際の軌道の模式図。

マーズ・クライメイト・オービター（以下MCOと略す）は、角モーメント非飽和化法（Angular Moment Desaturation:AMD）という方法で、スラスター（軌道・姿勢修正用の小型ロケットエンジン）を噴射し、リアクション・ホイールを線形（非飽和）の動作領域に保っていた。
AMDを実施した時、関連する探査機のデータは地球の地上局へ送信され、地上で処理されてAMDファイルと呼ばれるファイルに保存されていた。ジェット推進研究所のMCO航行・運行チームは、AMDファイルから取り出したデータを元に、スラスターを噴射した時に探査機にかかる力を計算していた。このような計算は、探査機の軌道を正確に把握するために欠かせないことだった。スラスターを噴射した際の速度変化（デルタV）は、噴射時間と、個々のスラスターの性能をモデルするインパルス・ビット（衝撃量）に基づいて計算されていた。
スラスター動作の計算は、MCOでは冗長性を考慮して探査機上と地上支援局の2箇所で別々に行わるようになっていた。MCOに搭載されたソフトウェアは、スラスターによる速度変化を正しく計算し、地上局へ送信していた。一方で、地上局のソフトウェアは、元々は以前にマーズ・グローバル・サーベイヤー (MGS) 計画のために書かれたものだった。MGSでは、速度変化の計算は地上局のみが行い、機上計算は行わなかった。MCOの地上局は、この古いソフトウェアの制約のため、探査機から送信されてきた速度変化のデータを無視し、AMDファイルに基づいて地上で再計算した速度変化値のみを使用していた。
MCOはMGSとは異なるスラスターを使用していたため、計画の準備段階で、地上局ソフトウェアの計算式を書き換える必要があった。その際に、ポンド重・秒からニュートン・秒への単位変換が、計算式に埋没し、見逃されてしまった。このため地上局が計算したインパルス・ビットは、実際より4.45倍大きな値だった（1ポンド重 = 4.45ニュートン）。探査機から送られたAMDファイルを元に、地上局の間違った計算式で処理されたインパルス・ビットは、スラスター噴射が探査機の軌道に与える影響をそれだけ小さく見積もっていた。その結果、地上局は、探査機が火星に接近する軌道を見誤り、探査機を予定より低い高度で火星大気に突入させる結果を招いた。
この単位の混同の影響は、さらに2つの要因により拡大された。
- AMDデータの流れを最初から最後まで通した試験をしなかった。
- AMDに基づいて計算された結果とは別に、計算やチェックをしなかった。

これらは以前の探査機では実施されていたが、MCOでは予算削減のために省略されていた。